# Thymus herba-barona
Thymus herba-barona — вид рослин родини глухокропивові (Lamiaceae), ендемік Корсики (Франція) й Сардинії (Італія).

## Опис

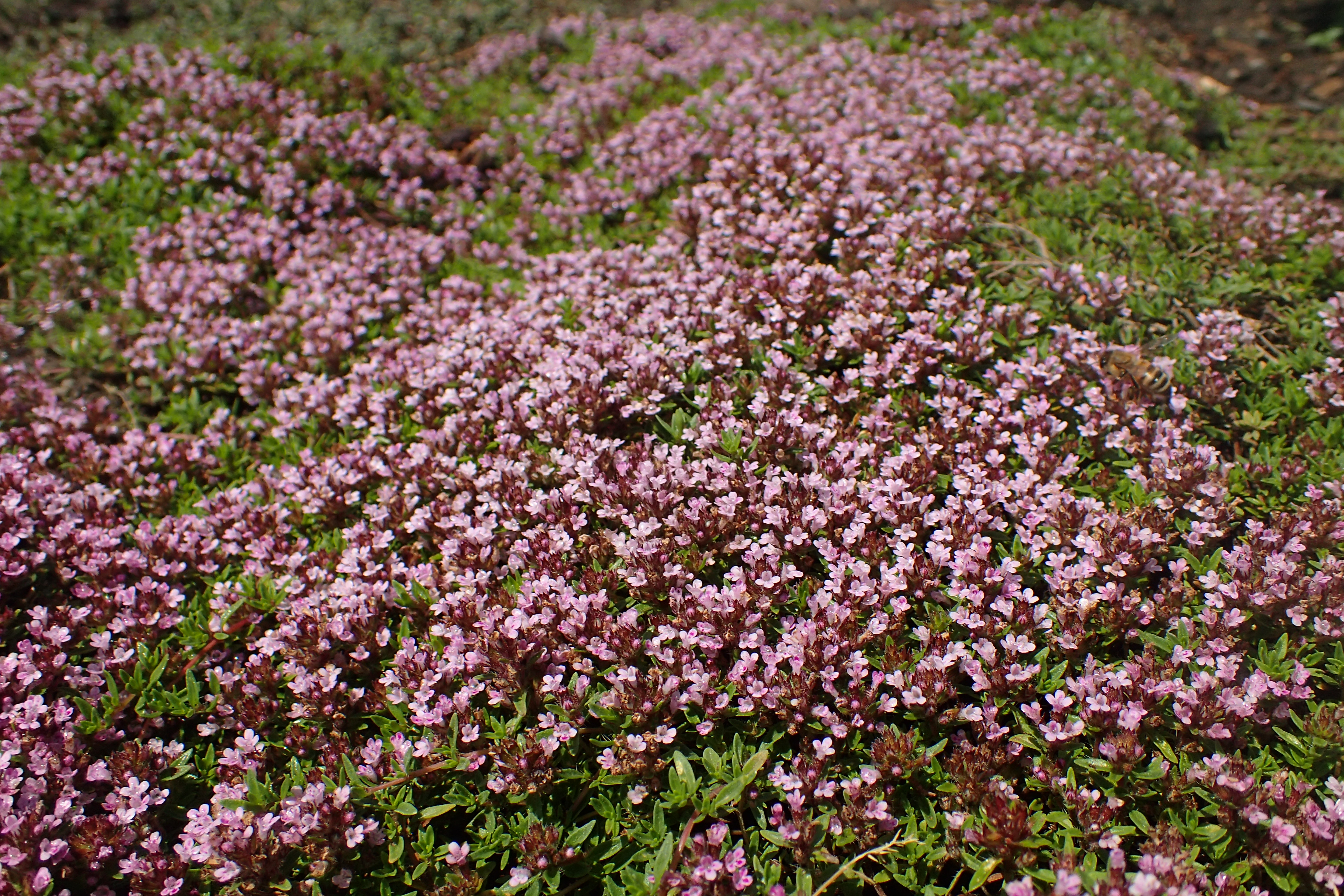

Багаторічна рослина; утворює купини або вільні килимки. Квіткові стебла 5–10 см заввишки. Листки від ромбічно-яйцеподібних до еліптичних, 6–9 мм завдовжки, гладкі або запушені, плоскі або напівзвивисті, ароматні. Квіти блідо-пурпурові, довжиною до 9 мм. Суцвіття — головоподібні колоски.

## Поширення
Ендемік Корсики (Франція) й Сардинії (Італія).